# Axel Diekmann
Axel Diekmann (* 9. September 1944 in Steinhagen) ist ein deutscher Verleger. Er war geschäftsführender Gesellschafter der Verlagsgruppe Passau.

## Leben und Wirken
Diekmann studierte in Münster Medizin und in München Zahnmedizin und promovierte in beiden Studiengängen. Er heiratete die Stieftochter des Passauer Verlegers Hans Kapfinger, der ihn 1984 zum Stiftungsratsvorsitzender der Dr. Hans Kapfinger-Stiftung ernannte. Von 2003 bis 2009 war er geschäftsführender Gesellschafter der Verlagsgruppe Passau.
Vom 1. August 2009 bis 30. Juni 2013 war Diekmann Mitglied des Verwaltungsrats der Bayerischen Landesbank und er war Mitglied des Wirtschaftsbeirats Süddeutschland in der Raiffeisenlandesbank Oberösterreich.
Er ist verheiratet und Vater einer Tochter und eines Sohnes.

## Ehrungen
Diekmann erhielt 2002 den Bayerischen Verdienstorden, er wurde 2005 Ehrensenator der Universität Passau, 2007 Ehrenbürger von Passau und erhielt 2014 den großen Tiroler Adler-Orden sowie am 28. Februar 2018 das Verdienstkreuz 1. Klasse des Verdienstordens der Bundesrepublik Deutschland verliehen.